# Sisters Are Doin' It for Themselves
Sisters Are Doin' It for Themselves è un duetto registrato dagli Eurythmics e Aretha Franklin e pubblicato come singolo nel 1985. Il brano fu inserito sia nell'album Who's Zoomin' Who? della Franklin sia in Be Yourself Tonight degli Eurythmics
Sisters Are Doin' It for Themselves ebbe un notevole successo come brano di musica dance, raggiungendo la posizione numero dieci della classifica dance di Billboard, entrando nelle prime 20 posizioni della classifica generale di Billboard e nelle prime 10 della classifica dei singoli britannica.

## Tracce
Singolo 7"
1. Sisters Are Doin' It for Themselves (Single Edit)
2. I Love You Like a Ball and Chain

Singolo 12"
1. Sisters Are Doin' It for Themselves (Album Version)
2. Sisters Are Doin' It for Themselves (E.T. Mix)
3. I Love You Like a Ball and Chain

## Classifiche
| Classifica (1985)        | Posizione più alta |
| ------------------------ | ------------------ |
| Regno Unito              | 9                  |
| Germania                 | 22                 |
| Belgio                   | 17                 |
| Canada                   | 33                 |
| U.S. Billboard Hot 100   | 18                 |
| U.S. Hot Dance Club Play | 10                 |
| U.S R&B/Hip-Hop Songs    | 66                 |
| Australia                | 15                 |
| Irlanda                  | 5                  |
| Svizzera                 | 20                 |
| Nuova Zelanda            | 6                  |